# Mars M-73
Mars M-73 ou Mars M73 foi dois modelos de sondas espaciais soviéticas que foram lançados para Marte em 1973 para obter dados e imagens do planeta. Devido ao alinhamento desfavorável entre Marte e a Terra nesse ano, foi decidido lançar separadamente dois orbitadores (Marte 4 e Marte 5) e dois aterrizadores (Marte 6 e Marte 7) com seus respectivos módulos de cruzeiro que não entrariam em órbita. As quatro sondas foram lançadas com sucesso, mas uma remessa de chips defeituosos (durante os testes anteriores aos voos foram tratados com hélio, danificando-os) não foram capazes de completar com sucesso as suas tarefas.
A missão dos orbitadores ra estudar a composição, estrutura e propriedades da atmosfera marciana e fotografar a superfície de Marte. Os aterrizadores deviam estudar a superfície, indo equipados com fotômetros e analisador de massa.

## Histórico de lançamentos
| Data                | Rampa de lanzamento    | Sonda                   | Resultado       | Notas |
| ------------------- | ---------------------- | ----------------------- | --------------- | --- |
| 21 de julho de 1973 | Cosmódromo de Baikonur | Mars M-73 Nº1 (Marte 4) | Sucesso parcial | A nave chegou às proximidades de Marte em 10 de fevereiro de 1974, mas devido a alguns chips defeituosos, os computadores de bordo não acenderam os retrofoguetes para entrar em órbita marciana. |
| 25 de julho de 1973 | Cosmódromo de Baikonur | Mars M-73 Nº2 (Marte 5) | Sucesso parcial | A sonda chegou a entrar em órbita marciana, mas devido ao problema dos chips defeituosos, só operou alguns dias antes de perder o contato com ela. |
| 5 de agosto de 1973 | Cosmódromo de Baikonur | Mars M-73 Nº3 (Marte 6) | Sucesso parcial | A sonda chegou a Marte em 12 de março de 1974, separando-se com sucesso do módulo de cruzeiro. Entrou na atmosfera e abriu o paraquedas sem problemas, transmitindo 150 segundos de dados sobre a atmosfera (os primeiros transmitidos diretamente a partir dela), a maior parte sem sentido por causa do problema com os chips defeituosos. No momento de acender os retrofoguetes para a tomada de contato com a superfície, perdeu-se o sinal da sonda. |
| 9 de agosto de 1973 | Cosmódromo de Baikonur | Mars M-73 Nº4 (Marte 7) | Sucesso parcial | A sonda chegou a Marte em 9 de março de 1974, mas o aterrizador separou-se prematuramente do módulo de cruzeiro devido a problema dos chips defeituosos, errando Marte por 1300 km. |